# Rhexia viridicollis
Rhexia viridicollis är en insektsart som beskrevs av Fowler. Rhexia viridicollis ingår i släktet Rhexia och familjen hornstritar. Inga underarter finns listade i Catalogue of Life.